# Detective Conan: The Lost Ship in the Sky
Detective Conan: The Lost Ship in the Sky (jap. 名探偵コナン 天空の難破船 Meitantei Konan: Tenkū no Rosuto Shippu) – japoński film anime wyprodukowany w 2010 roku, czternasty film z serii Detektyw Conan. Piosenką przewodnią filmu była Over Drive śpiewana przez GARNET CROW.
Film miał swoją premierę 17 kwietnia 2010 roku w Japonii przynosząc łączny dochód 3,2 mld ¥. W 2011 roku był nominowany do nagrody „Animacja filmowa roku” Nagrody Japońskiej Akademii Filmowej.

## Obsada
- Minami Takayama – Conan Edogawa
- Kappei Yamaguchi – Shinichi Kudō i Kaitō Kid
- Wakana Yamazaki – Ran Mōri
- Akira Kamiya – Kogorō Mōri
- Megumi Hayashibara – Ai Haibara
- Ken’ichi Ogata – dr Hiroshi Agasa
- Yukiko Iwai – Ayumi Yoshida
- Ikue Ōtani – Mitsuhiko Tsuburaya
- Wataru Takagi – Genta Kojima
- Naoko Matsui – Sonoko Suzuki
- Wataru Takagi – Wataru Takagi
- Atsuko Yuya – Miwako Satō
- Isshin Chiba – Kazunobu Chiba
- Kazuhiko Inoue – inspektor Ninzaburō Shiratori
- Chafūrin – inspektor Jūzō Megure
- Kōji Nakata – Toshiro Odagiri
- Kaneomi Ohya – Tadayoshi Uno
- Ichirō Nagai – Jirōkichi Suzuki
- Shinji Ogawa – Ginshiro Toyama
- Takehiro Koyama – Heizo Hattori
- Chieko Honda – Chaki Oda
- Keiichi Noda – Takamichi Fujioka
- Yūji Machi – Masaki Mizukawa
- Tomoaki Ikeda – Junpei Ishimoto
- Sowa Ishige – Kasumi Nishitani